# Juan Lacassie
Juan Alfredo Lacassie Arriagada (Valparaíso, 16 de noviembre de 1903 - Santiago, 1973) fue un político y militar chileno.
Estudió en la Escuela Militar de Santiago, de donde egresó en 1923. Se desempeñó como militar durante 3 años, ingresando luego a la Fuerza Aérea, donde estuvo desde 1926 a 1929. Fue nombrado adicto aéreo en Europa, acreditado en Francia, España, Alemania, Bélgica, Gran Bretaña e Italia, desde 1936 a 1939. Desde este último año, y hasta 1952, trabajó en la industria, agricultura y comercio.
Militó en el Partido Agrario Laborista y se desempeñó como intendente de Talca, desde enero de 1953 hasta el 12 de marzo de 1954. Luego, fue nombrado intendente de Antofagasta, ejerciendo entre el 25 de abril de 1955 y el 27 de septiembre de 1956 tras presentar su renuncia. Además, fue director de Seguro Social hasta 1957 y miembro de la Comisión Mixta de Sueldos.
En las elecciones parlamentarias de 1957 fue elegido diputado por la 2.ª Agrupación Departamental de Antofagasta, Tocopilla, El Loa y Taltal, para el periodo entre 1957 y 1961, siendo parte de la comisión de Defensa Nacional de la Cámara de Diputados de Chile.